# Per tabulas
Per tabulas è una locuzione in lingua latina che significa letteralmente: "attraverso gli scritti."
L'espressione trova largo uso nel diritto, dove viene utilizzata per indicare che un determinato fatto o dato risulta dagli atti (ad esempio, "la circostanza è stata smentita per tabulas"). Ormai infrequente è il suo ricorrere nel linguaggio comune; compare generalmente come voce dotta, sempre con il medesimo significato.